# Думбревіца (Сучава)
Думбревіца (рум. Dumbrăvița) — село у повіті Сучава в Румунії. Входить до складу комуни Ваду-Молдовей.
Село розташоване на відстані 329 км на північ від Бухареста, 28 км на південь від Сучави, 97 км на захід від Ясс.

## Населення
За даними перепису населення 2002 року у селі проживали 1049 осіб, усі — румуни. Усі жителі села рідною мовою назвали румунську.